# Улястуй
Улястуй (бур. Уляаhата) — село в Хилокском районе Забайкальского края России в составе сельского поселения «Хилогосонское».

## География
Находится в центральной части района на расстоянии примерно 20 километров (по прямой)  на юго-восток от города Хилок.

## Климат
Климат характеризуется как резко континентальный, с продолжительной морозной зимой (до 170 дней) и коротким тёплым летом (до 114 дней). Среднегодовая температура воздуха составляет −4,2 °С. Средняя многолетняя температура самого холодного месяца (января) составляет −27 — −25 °С (абсолютный минимум — −52 °С), температура самого тёплого (июля) — 16 — 17 °С (абсолютный максимум — 39 °С). Среднегодовое количество осадков — 439 мм.
Часовой пояс
Село Улястуй находится в часовой зоне МСК+6. Смещение применяемого времени относительно UTC составляет +9:00.

## История
В начале 30-х годов некоторое количество кочевых бурятов здесь осело и начало работать в колхозах им. Молотова, им. Калинина, «Дружба», «Арейский». В 1991 году действовала ферма совхоза «Арейский».

## Население
Постоянное население села составляло в 2002 году 22 человека (77% буряты), в 2010 37 человек .